# Liste der Gedenktafeln in Berlin-Wedding
Die Liste der Gedenktafeln in Berlin-Wedding enthält die Namen, Standorte und, soweit bekannt, das Datum der Enthüllung von Gedenktafeln.
Die Liste ist nicht vollständig.

## Wedding
| Bild | Name                                                | Standort                   | Datum der Enthüllung                                                                                 |
| ---- | --------------------------------------------------- | -------------------------- | --- |
|      | 17. Juni 1953                                       | Seestraße 92               | |
|      | 17. Juni 1953                                       | Seestraße 92               | |
|      | Afrikanisches Viertel                               | Otawistraße 2              | |
|      | Afrikanisches Viertel                               | Otawistraße 2              | |
|      | Adolf Baginsky                                      | Reinickendorfer Straße 61  | |
|      | Marie Burde                                         | Tegeler Straße 15          | |
|      | DANK-Mal                                            | Augustenburger Platz 1     | 20. Mai 2021                                                                                         |
|      | Max Delbrück                                        | Seestraße 13               | |
|      | Salo Drucker                                        | Reinickendorfer Straße 60a | 19. August 1990 Tafel wurde entfernt und am 18. September 2024 in der Iranischen Straße 2 angebracht |
|      | Ernst-Reuter-Haus                                   | Triftstraße 67             | |
|      | Heinrich Finkelstein                                | Reinickendorfer Straße 61  | |
|      | Friedhof am Plötzensee                              | Dohnagestell               | |
|      | Gefallenendenkmal für französische Soldaten         | Kurt-Schumacher-Damm 41    | |
|      | Hermann Gilka                                       | Müllerstraße 56            | |
|      | Clara Grunwald                                      | Ruheplatzstraße 13         | |
|      | Paul Gurk                                           | Afrikanische Straße 144b   | |
|      | Elise und Otto Hermann Hampel                       | Amsterdamer Straße 10      | |
|      | Elise und Otto Hermann Hampel                       | Müllerstraße 147           | |
|      | Elise und Otto Hermann Hampel                       | Müllerstraße 147           | |
|      | Wilhelm Hasenclever                                 | Wilhelm-Hasenclever-Platz  | |
|      | Erika Hess                                          | Müllerstraße 185           | |
|      | Julius-Leber-Kaserne                                | Kurt-Schumacher-Damm 41    | |
|      | Robert Koch                                         | Nordufer 20                | |
|      | Kriegsopfer                                         | Seestraße 92               | |
|      | Kriegsopfer                                         | Seestraße 92               | |
|      | Kriegsopfer                                         | Seestraße 92               | |
|      | Carl Laux                                           | Sprengelstraße 20          | |
|      | Otto Lemm                                           | Oudenarder Straße 28       | |
|      | Jonny Liesegang                                     | Afrikanische Straße 146c   | |
|      | Max Josef Metzger                                   | Willdenowstraße 8          | |
|      | Max Josef Metzger                                   | Willdenowstraße 8a         | |
|      | Ludwig Ferdinand Meyer                              | Reinickendorfer Straße 61  | |
|      | Norddeutsche Fabrik für Eisenbahn Betriebs Material | Sprengelstraße 29          | |
|      | NS-Opfer                                            | Müllerstraße 163           | |
|      | NS-Opfer                                            | Seestraße 92               | |
|      | Pekinger Platz                                      | Pekinger Platz             | |
|      | Harald Poelchau                                     | Afrikanische Straße 140b   | |
|      | Polnische Zwangsarbeiter                            | Gustav-Meyer-Allee 25      | |
|      | Walther Rathenau                                    | Müllerstraße 146           | |
|      | Rathenaubrunnen                                     | 1930                       | |
|      | Adolf Rautmann                                      | Müllerstraße 147           | |
|      | Horst Renner                                        | Hochstädter Straße 1       | |
|      | Rohrbach Metallflugzeugbau                          | Sprengelstraße 29          | |
|      | Ernst Christian Friedrich Schering                  | Müllerstraße 170           | |
|      | Carl Schlegel                                       | Müllerstraße 56            | |
|      | Louise Schroeder                                    | Louise-Schroeder-Platz     | |
|      | Louise Schroeder                                    | Louise-Schroeder-Platz     | |
|      | Louise Schroeder                                    | Louise-Schroeder-Platz 1   | |
|      | Kurt Schumacher                                     | Müllerstraße 163           | |
|      | Siedlung Schillerpark                               | Bristolstraße ggü 13       | |
|      | Siedlung Schillerpark, Besonderheiten der Siedlung  | Bristolstraße ggü 13       | |
|      | Siedlung Schillerpark, das neue Bauen               | Bristolstraße ggü 13       | |
|      | Siedlung Schillerpark, das Umfeld                   | Bristolstraße ggü 13       | |
|      | Eduard Solger                                       | Reinickendorfer Straße 5   | |
|      | Sprengelpark, Chronik                               | Sprengelstraße 29          | |
|      | Ulf Stahl                                           | Seestraße 13               | |
|      | Kurt Steffelbauer                                   | Tegeler Straße 18          | |
|      | Bruno Stephan                                       | Müllerstraße 158           | |
|      | Hugo Thiel                                          | Seestraße 13               | |
|      | Rudolf Virchow                                      | Augustenburger Platz 1     | |
|      | Rudolf Virchow                                      | Augustenburger Platz 1     | |
|      | Wedding Danksagung                                  | Müllerstraße 146           | |
|      | Weddinger Mitbürger                                 | Müllerstraße 146           | |